# Tchamba
Tchamba este un oraș din Togo.